# Citeertitel
In Nederlandse wetgeving (wetten, uitvoeringsbesluiten, ministeriële regelingen enzovoort) is vaak een citeertitel opgenomen. Dit is geregeld in de Aanwijzingen voor de regelgeving. De bepaling tot vaststelling van een citeertitel is een van de laatste artikelen. Ook staat de citeertitel tussen haakjes achteraan in het opschrift.
Zo is er bijvoorbeeld de Wet van 18 juli 2009 tot wijziging van de Telecommunicatiewet en de Wet op de economische delicten in verband met de implementatie van Richtlijn 2006/24/EG van het Europees Parlement en de Raad van de Europese Unie betreffende de bewaring van gegevens die zijn verwerkt in verband met het aanbieden van openbare elektronische communicatiediensten en tot wijziging van Richtlijn 2002/58/EG (Wet bewaarplicht telecommunicatiegegevens), waarvan artikel VI luidt: Deze wet wordt aangehaald als: Wet bewaarplicht telecommunicatiegegevens.
De citeertitel is praktischer als naam van de desbetreffende regelgeving dan het vaak lange volledige opschrift, en dient ertoe dat een verwijzing op een uniforme manier wordt gedaan.
In het voorbeeld verwijst de lange titel zelf ook naar twee andere wetten door de citeertitels te gebruiken. De Richtlijn 2006/24/EG van het Europees Parlement en de Raad van de Europese Unie betreffende de bewaring van gegevens die zijn verwerkt in verband met het aanbieden van openbare elektronische communicatiediensten en tot wijziging van Richtlijn 2002/58/EG heeft geen kortere citeertitel (zie ook hieronder).
Een wijzigingsregeling heeft slechts in bijzondere gevallen een citeertitel. In een wijzigingsregeling kan aan het slot van het opschrift tussen haakjes ook alleen een aanduiding van het onderwerp van de wijziging worden opgenomen, zonder de term wet, besluit of regeling, bijvoorbeeld Wet van 5 juli 2006 tot wijziging van het Wetboek van Strafrecht (verlenging verjaring inzake overtredingen na stuiting). Dit is dan geen citeertitel. Bij een wet ter uitvoering van een verdrag kan aan het eind tussen haakjes de vindplaats van het verdrag staan, zoals in Wet van 26 november 2009 tot uitvoering van het op 25 oktober 2007 te Lanzarote totstandgekomen Verdrag van de Raad van Europa inzake de bescherming van kinderen tegen seksuele uitbuiting en seksueel misbruik (Trb. 2008, 58). Dat is dan uiteraard ook geen citeertitel van de uitvoeringswet.
Het gebruik van hoofdletters in de citeertitel is zoals in een zin, dus beginnend met een hoofdletter, maar verder in principe in kleine letters. Bij sommige oudere wetten wordt hier nog van afgeweken, bijvoorbeeld Algemene Ouderdomswet. Ook namen van wetboeken hebben extra hoofdletters.
Soms wordt een citeertitel gebruikt, zelfs in andere wetten die naar de wet verwijzen, zonder dat deze in de wet zelf vermeld staat. Dit is het geval bij de Wet van 30 september 1893, op het faillissement en de surséance van betaling, die Faillissementswet wordt genoemd.

## Wijziging citeertitel
Soms wordt de bepaling tot vaststelling van de citeertitel in een van de laatste artikelen gewijzigd. De citeertitel tussen haakjes achteraan in het opschrift is dan niet meer actueel, maar deze wordt niet gewijzigd.  Zo luidt artikel 25 van het Besluit van 20 januari 2001, houdende vaststelling van het Besluit bovenwettelijke werkloosheidsregeling voor onderwijspersoneel primair en voortgezet onderwijs en educatie en beroepsonderwijs (Besluit bovenwettelijke werkloosheidsregeling voor onderwijspersoneel primair en voortgezet onderwijs en educatie en beroepsonderwijs): "Dit besluit wordt aangehaald als: Besluit bovenwettelijke werkloosheidsregeling voor onderwijspersoneel primair onderwijs."
Op wetten.nl staat boven het opschrift nog een opschrift, met de actuele citeertitel.

## Internationale regelingen
Verdragen kennen geen bepaling waarin de citeertitel is opgenomen. Richtlijnen en verordeningen van de Europese Unie hebben geen citeertitel. In deze gevallen is soms een aanknopingspunt te vinden in de Nederlandse uitvoeringswetten. De naam van de Uitvoeringswet verdrag biologische wapens impliceert een citeertitel Verdrag biologische wapens.

## Minder officiële afkortingen
Sommige afkortingen van wetten zijn gebruikelijk hoewel ze niet officieel in de wet staan, bijvoorbeeld:
- Sr voor Wetboek van Strafrecht
- BW voor Burgerlijk Wetboek

## Trivia
- Het Reglement verkeersregels en verkeerstekens 1990 heeft nog een tweede citeertitel: RVV 1990.

## Verenigd Koninkrijk
Ook in het Verenigd Koninkrijk wordt veelvuldig gebruik gemaakt van "short titles". Britse citeertitels bevatten vrijwel altijd het jaar waarin de wet tot stand kwam. Wetten van de gedevolueerde parlementen geven tevens tussen haakjes aan voor welk landsdeel de wet van toepassing is. De wetsbepaling die de citeertitel vastlegt luidt vaak "This Act may be cited as ...", maar in Schotland wordt sinds 2010 meestal "The short title of this Act is ..." gebruikt.
Het gebruik van citeertitels is ontstaan in de jaren 1840-1850. De 'Act to facilitate the Citation of sundry Acts of Parliament', oftewel de 'Short Titles Act 1896', kent ook aan veel oudere wetten citeertitels toe.